# Iniesta (Castille-La Manche)
Iniesta est une commune espagnole, dans la province de Cuenca, communauté autonome de Castille-La Manche.